# جاسم السلاطنه
جاسم السلاطنه (انگلیسی: Jasim Al-Salatna؛ زادهٔ ۲۳ مارس ۱۹۸۹) بازیکن هندبال اهل بحرین است.